# Battle royale
Battle royale je videoherní žánr, který kombinuje přežití, průzkum a soupeření „do posledního dechu“. Hráči obvykle začínají s minimálním vybavením, a postupně od soupeřů nebo v herním prostředí získávají lepší. Cílem hry je eliminovat všechny ostatní soupeře všemi dostupnými prostředky. Vítězem se stává poslední hráč ve hře, případně dvojice či skupina hráčů. Hráči jsou nuceni ke konfrontacím, kvůli bezpečné zóně v podobě kruhu, který se postupem času zmenšuje. Mimo tento kruh je zóna smrti, kde hráči přežijí pouze velice omezený čas. Jméno tohoto žánru je převzato z japonského filmu Battle Royale z roku 2000, který představuje podobnou koncepci zápasu v postupně se zmenšující oblasti.

## Popularizace
Tento žánr byl popularizován hrou PlayerUnknown's Battlegrounds, také známou jako PUBG (vydanou 23. března 2017), která v roce 2018 dosáhla až na 3 miliony aktivních hráčů v jeden den a poté hlavně hrou Fortnite (vydanou 25. července 2017), jejíž hráčská základna je i v roce 2023 odhadována na více než 200 milionů hráčů měsíčně a přes 16 milionů hráčů v jeden den. Obě tyto hry jsou v žánru battle royale.  
Nicméně, módy fungující na stejných principech vznikaly například v Minecraftu o mnoho let dříve, kdy po vzoru filmu Hunger Games z roku 2012 vznikaly arény, kde hráč získával vybavení a snažil se přežít proti soupeřům jako poslední 